# Lakmé
A Lakmé Léo Delibes 1883. április 14-én Párizsban bemutatott operája. A mű a franciának nevezett operatípus késői összefoglalásának tekinthető. A romantikában közkedvelt egzotikus témát dolgoz fel benne a szerző. A darab magyarországi bemutatója 1887. november 12-én volt az Operaházban. Itt utoljára 1952-ben újították fel. A darab 1960-as évek óta nincs műsoron.

## Az opera zenéje
Az opera librettóját Edmond Gondinet és Philippe Gille készítette. A történet hátterében az elnyomott indiai nép és az angol király konfliktusa húzódik meg, hol rejtetten, hol pedig közvetlenül törve a felszínre. A történelmileg hűen felvázolt környezetben szövődik a lírain érzelgős mese.
A zene felépítése átgondolt, a hangszerelés áttetsző, a dallamok jól énekelhetőek, a jelenetek többségét hangulatos líra jellemzi. A véres dráma nem brutális, hanem melankóliába hajló, a szenvedélyek is csak parázslanak. A darab ízléses, színes szentimentalizmusa kissé üres és színtelen. Az egzotikus környezetnek mű jellege van, a dzsungel nem igazi dzsungel, a bennszülöttek sem igaziak, az egész egzotikus környezetből nem sokat tud érzékeltetni a zene. A hagyományos európai hangzások uralkodnak benne, pszeudo-indiai kolorittal.
A műből hiányzik az igazi, sodró lendületű drámai erő is, pedig a cselekmény tragikus volta adva van. Bőven akadt volna alkalma a szerzőnek, hogy igazi magával ragadó, szenvedélyes muzsikát komponáljon, de nem tette. A grand opéra külsőséges elemei azonban nem hiányoznak. A látványos felvonulások, balettek, kórusok.
A Lakmé nem tartozik az operairodalom legnagyobb remekművei közé, de a szórakoztató muzsika különösen jól sikerült darabjának lehet tekinteni. Az opera bővelkedik a szép dallamokban, a jól megkomponált részletekben. A címszerep az operairodalom legnehezebb szerepei közé tartozik. Lakmé szólamának nagy része lírai szoprán, de az I. felvonás imája, illetve a II. felvonás csengettyűáriája a legtökéletesebb koloratúrtechnikát követeli meg.

## Az opera szereplői és helyszínei
| Szereplő                         | Hangfekvése            |
| -------------------------------- | ---------------------- |
| Nilakanta, brahmin főpap         | lírai bariton          |
| Lakmé, a lánya                   | lírai koloratúrszoprán |
| Mallika, Lakmé kísérője          | mezzoszoprán           |
| Hadzsi, szolga                   | lírai vagy buffo tenor |
| Gerald, angol tiszt              | lírai tenor            |
| Frederic, angol tiszt            | basszbariton           |
| Miss Ellen, Gerald jegyese lírai | lírai szoprán          |
| Miss Rose, Ellen unokanővére     | mezzoszoprán           |
| Mrs. Bentson, társalkodónő       | alt                    |
| Kínai kereskedő                  | tenor                  |
| Jós                              | bariton                |
| Tolvaj                           | bariton                |
| Rendőr                           | basszus                |

- Kórus: árusok, kereskedők, matrózok, katonák, nép
- Történik: Brit India, 1857 (a szipojlázadás környékén)
- Színhelyek: I. felvonás: erdei tisztás egy hindu templom előtt, II. felvonás: egy városi piactér, III. felvonás: őserdő egy forrás közelében
- Játékidő: 2 ¾ óra

## Az opera cselekménye

### I. felvonás
Nilakanta kertjének kapuját Mallika és Hadzsi tárja ki. A hívők belépnek a kertbe és a főpap áldást mond rájuk, az angolokat pedig megátkozza, amiért elnyomják India népét és tönkreteszik az országot. Az istentisztelet után a hívek elmennek, Nilakanta kettesben marad Lakméval. A főpapot már csak lánya élteti, ő az, aki erőt ad neki, aki miatt még mindig nem adta fel, most is a következő napi nagy istentiszteletre kell készülődnie, ezért egedül hagyja lányát.
Lakmé Mallikával játszadozva csónakba ül. A két lány dalolni kezd. Közben egy angol társaság közeledik a kerthez: Miss Ellen, Gerald, Miss Rose, Mrs. Bentson, Frederich. A társaság nem tiszteli a szent hely csendjét és békéjét. Egyszer csak észreveszik Durga istennő szobra előtt a papnő templomi ékszereit. A hölgyeket nagy lelkesedéssel tölti el a talált kincs. Gerald azonban komoly marad, és lelki szemei előtt látja az ékszereket viselő papnőt is. A csoport tovább indul, de ő azzal az ürüggyel, hogy le akarja rajzolni az ékszereket, hátra marad.
Hadzsi, Mallika és Lakmé közelednek. Gerald elrejtőzik, de Lakmé felfedezi. A lány elsikoltja magát. A cselédség egyből összefut, hogy mi történt, de úrnőjük megnyugtatja őket: csak képzelődött. A cselédek távoznak, Lakmé pedig figyelmezteti a tisztet, hogy ha felfedezik a szent helyen, akkor megölik. Úgyhogy legjobb lesz, ha mielőtt tovább áll. De ez csak a felszín. Lakmé első látásra beleszeretett az angolba, aki szinte észrevétlenül öleli keblére a lányt. Csókot váltanak, majd Lakmé könyörgésére a férfi távozik. Nilakanta azonban felfedezi az idegen lábnyomokat a kertben és esküvel fogadja, hogy megbünteti az istenkáromlót. Lakmé ájultan esik össze.

### II. felvonás
A városi vásár kellős közepén vagyunk. Mrs. Bentson valósággal pánikba esik a sok erőszakos koldus, árus és egyéb gyanús személyek miatt, akiket alig tud kikerülni. Ellen és Rose azonban vidáman tűri a vásári forgatagot. A tömeg istenszobrokat vontat, majd bajadérok lepik el a teret. Megjelenik Nilakanta koldusnak öltözve. Lakmé is vele van.
Mrs. Bentson sivalkodik, mert ellopták az óráját, Frederic közli Geralddal, hogy hamarosan hadba kell vonulni. A hinduk megint lázadoznak. Nilakanta adomány kérésre nyújtja a kezeit, de a tisztek észre sem veszik. Az egész koldus jelenetet azért rendezte meg, mert abban bízott, hogy lánya ide csalogatja majd a szentségtörő angol idegent. Éneklésre biztatja lányát. Elhangzik a híres csengettyű ária és a csel beválik. Gerald felismeri a lány hangját és elárulja magát. Nilakanta parancsba adja híveinek, hogy kövessék az angol tisztet, ne engedjék megszökni. A többit majd ő elintézi.
Gerald közben visszatér és a lány minden tiltakozása ellenére Lakméval akar beszélni. Lakmé téríteni próbálja szerelmét: ha egy valláson lennének, nem lenne akadálya szerelmük beteljesülésének. Durga istennő papjai jönnek, Geraldot elszigetelik a többi angoltól és Nilakanta leszúrja a tisztet. Lakmé odasiet hozzá. Látja, hogy a szúrás nem volt halálos, de nem árulja el szerelmét, a hinduk azt hiszik, a férfi meghalt. Hadzsi segítségével biztos helyre viszi a katonát.

### III. felvonás

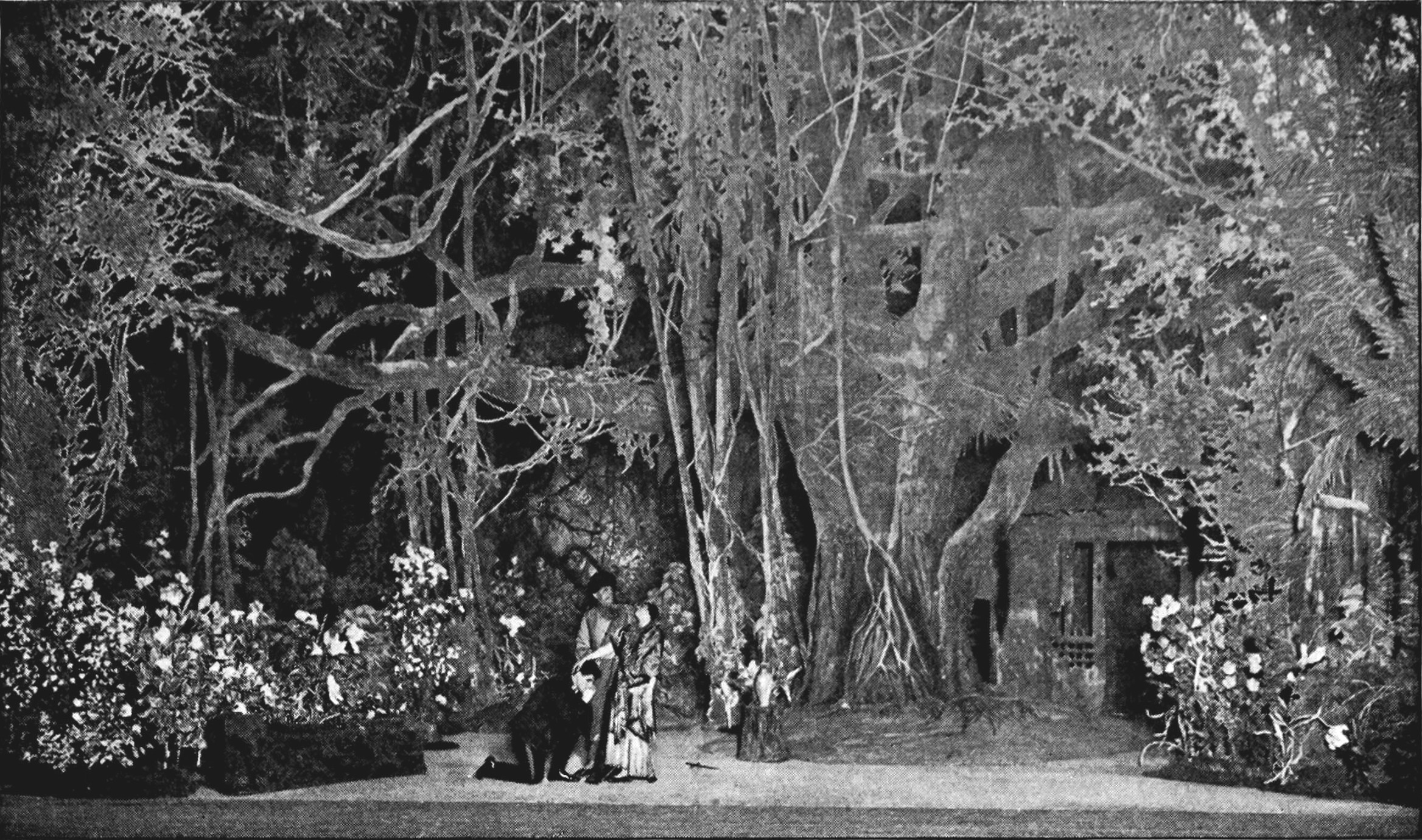
A III. felvonás díszlete egy 1917-es amerikai operakalauzból

Gerald lombágyon fekszik, Lakmé ápolja. Az angol felébred, de nem emlékszik semmire. A lány elmondja a történteket: Lakmé abba a házikóba hozta, amiről beszélt, mikor szökésüket tervezték. Lakmé egy boldog, paradicsomi életről álmodozik, ami csupa szerelem. Közben hallatszik a szent forráshoz zarándokolók éneke. A vízből csak a hívők ihatnak. Lakmé elindul, hogy hozzon kedvesének a forrásból. Mikor a lány eltűnik, megjelenik Frederic. Úgy látszik követte őket. Közli Geraldal, hogy kitört a háború. Az angol hadoszlop egy óra múlva indul, hogy felvegye a harcot. Frederic választás elé állítja tiszttársát: átadja magát a szerelemnek vagy teljesíti tiszti kötelezettségeit. Gerald nem tehet mást: megígéri, hogy bevonul.
Frederic távozik, Lakmé pedig visszatér a korsóval. Távolról katonazene hallatszik, a lány ekkor szembesül vele, hogy szerelme el fogja hagyni. A tiszt hűséget esküszik neki, de már késő. Lakmé felszívta egy mérges virág illatát és porát. Lakmé már haldoklik, amikor Nilakanta ront be a kunyhóba. A lány utolsó szavai békét teremtenek a két férfi között, akik megrendülten hullnak térdre.

## Az opera ismertebb részletei
- Sous le dôme epais où le jasmin – Virág-duett (Duo des fleurs) az I. felvonásban (Lakmé, Mallika)
- Fantaisie aux divins mensonges – Nilakanta áriája a II. felvonásban
- Lakmé, ton doux regard se voile – Nilakanta áriája a II. felvonásban
- Où va la jeune Hindoue? – Csengettyű-ária (L'Air des clochettes) a II. felvonásból (Lakmé)

## Diszkográfia
- Gabriel Bacqiuer (Nilakantha), Dame Joan Sutherland (Lakmé), Jane Berbié (Mallika), Alain Vanzo (Gerald), Claude Calès (Frederic) stb.; Monte-carlói Opera Ének- és Zenekara, vez. Richard Bonynge (1967) Decca 425 485-2
- Nicolai Ghiaurov (Nilakantha), Ileana. Cotrubas (Lakmé), Elena Obraztsova (Mallika), Plácido Domingo (Gerald), Sir Thomas Allen (Frederic) stb.; Ambrosian Singers, London Symphony Orchestra, vez. Claudio Abbado (1982) Deutsche Grammophon
- Bruno Praticò (Nilakantha), Alessandra Ruffini (Lakmé), Serena Lazzarini (Mallika), Giuseppe Morino (Gerald), Carmelo Caruso (Frederic) stb.; Pozsonyi Kamarakórus, Olasz Nemzetközi Zenekar, vez. Carlos Piantini (élő felvétel, Martina Franca, 1991. augusztus) Nuova Era NE 7096/97 [Festival della Valle d’Itria. Közel stúdióminőségű élő felvétel magas művészi színvonalon.]
- José van Dam (Nilakantha), Natalie Dessay (Lakmé), Delphine Haidan (Mallika), Gregory Kunde (Gerald), Franck Leguérinel (Frederic) stb.; Toulouse-i Capitole Színház Ének- és Zenekara, vez. Michel Plasson (1997) EMI 7243 5 56569 2